# Ludwig Hohl
Ludwig Hohl (Netstal, 9 april 1904 - Genève, 3 november 1980) was een Zwitserse Duitstalige schrijver en dichter.

## Leven
Hohl werd geboren in hartje Zwitserland als zoon van een dominee. Hij werd van school gestuurd omdat hij een slechte invloed zou hebben op de andere kinderen van de klas. 
In 1924 trok Hohl naar Parijs waar hij tot 1930 in kunstenaarskroegen rondhing. Daar besloot hij schrijver te worden.
Daarna trok hij eerst naar Wenen en dan naar Den Haag. Hij schreef er zijn filosofisch hoofdwerk Die Notizen oder von der voreiligen Versöhnung. Het werk is te vergelijken met Kafka’s befaamde dagboeken. Hij uit er zijn bewondering voor Goethe, Montaigne en Spinoza.
In 1937 keerde hij terug naar Genève waar hij in een kelder ging wonen. Hij overleed er aan een infectie aan zijn benen.
Hohl trouwde vijf keer en had één dochter.
Hohl zou nooit van zijn pen kunnen leven. Hij bracht zijn leven door in armoedige omstandigheden en leed aan alcoholisme. Hij had het geregeld aan de stok met zijn uitgevers.
Pas in de jaren zeventig kreeg hij literaire erkenning. Hohl oogstte grote bewondering bij Peter Handke, Max Frisch, Friedrich Dürrenmatt en Elias Canetti. In 1980 won hij de Duitse Petrarca-Preis.
In 2014 werd zijn meest bekende werk, Bergfahrt, in het Nederlands uitgegeven. Hohl begon er in 1926 aan maar zou er jaren aan werken. In 1975 verscheen het voor het eerst. Het is een meticuleuze beschrijving van een bergtocht van twee jongemannen, dat tegelijk als een parabel gelezen kan worden. Ludwig Hohl was zelf een ervaren alpinist.

## Werk
- Bergtocht. Editie Leesmagazijn 2014.
- Uit de diepte. Editie Leesmagazijn 2015.
- Op weg door de nacht. Editie Leesmagazijn 2017.